# Jarosław Białek
Jarosław Białek (ur. 22 lutego 1981 w Więcborku) – polski piłkarz występujący na pozycji środkowego pomocnika.
Pierwszy Polak, który wystąpił w europejskich pucharach w barwach irlandzkiego klubu.